# Sparta (Caroline du Nord)
Pour les articles homonymes, voir Sparta.
La ville de Sparta est le siège du comté d'Alleghany, situé dans l’État de Caroline du Nord, aux États-Unis. Sa population s’élevait à 1 770 habitants lors du recensement de 2010, estimée à 1 744 habitants en 2017.

## Démographie
| 1890 | 1900 | 1910 | 1920 | 1930 | 1940 |
| ---- | ---- | ---- | ---- | ---- | ---- |
| 95   | 501  | 199  | 159  | 466  | 648  |

| 1950 | 1960  | 1970  | 1980  | 1990  | 2000  |
| ---- | ----- | ----- | ----- | ----- | ----- |
| 620  | 1 047 | 1 304 | 1 687 | 1 957 | 1 817 |

| 2010  | - | - | - | - | - |
| ----- | - | - | - | - | - |
| 1 770 | - | - | - | - | - |

## Source
- (en) Cet article est partiellement ou en totalité issu de l’article de Wikipédia en anglais intitulé « Sparta, North Carolina » (voir la liste des auteurs).